# Ханьян
Ханья́н (кит. упр. 汉阳, пиньинь Hànyáng) — район городского подчинения города субпровинциального значения Ухань провинции Хубэй (КНР).

## История
После возникновения империи Хань эти места входили в состав уезда Шасянь (沙羡县) округа Цзянся (江夏郡). В 25 году был создан уезд Чжуаньян (沌阳县). В III веке на горе Лушань было возведено укрепление Цзянся (江夏城), также называемое укреплением Лушань (鲁山城) — именно там в последующие века размещались власти округа Цзянся и других административных единиц, существовавших на этой территории.
После того, как китайские земли были объединены в империю Суй, в 589 году был вновь создан уезд Чжуаньян. В 597 году он был переименован в уезд Ханьцзинь (汉津县), а в 606 году — в уезд Ханьян (汉阳县). После смены империи Суй на империю Тан в 621 году была создана область Мяньчжоу (沔州), которой были подчинены уезды Ханьян и Чачуань (㲼川县); областные власти также разместились в уезде Ханьян.
Во времена империи Сун был создан Ханьянский военный округ (汉阳军). После монгольского завоевания военный округ был расформирован, а вместо него в составе империи Юань была образована Ханьянская управа (汉阳府).
После свержения власти монголов и основания империи Мин управа была в 1376 году понижена в статусе, став Ханьянской областью (汉阳州) Учанской управы (武昌府), однако в 1380 году была вновь поднята в статусе до отдельной управы. После Синьхайской революции в Китае была проведена реформа структуры административного деления, в ходе которой управы были упразднены.
В 1927 году Учан, Ханьян и Ханькоу были объединены в город Ухань. В 1930 году город Ухань был расформирован, и Ханьян вновь стал отдельным уездом. В 1937 году уезды Учан и Ханьян были объединены в город Учан (武昌市).
В октябре 1938 года трёхградье Ухань было занято японскими войсками; марионеточными властями сначала опять был создан город Ухань, а затем Ханьян был вновь выделен в отдельный уезд. После окончания Второй мировой войны гоминьдановскими властями урбанизированные зоны уездов Ханьян и Учан были вновь объединены в город Учан, но в июле 1946 года урбанизированная зона уезда Ханьян была вновь возвращена в состав уезда.
Во время гражданской войны уезд Ханьян 17 мая 1949 года перешёл под контроль коммунистов. 24 мая 1949 года урбанизированная зона уезда Ханьян опять была выделена в состав города Ухань, а сельская местность осталась уездом Ханьян (в 1992 году преобразованным в район городского подчинения Цайдянь). В составе города Ухань 1 июня 1949 года был образован Ханьянский центральный район (汉阳中心区).
25 января 1950 года Ханьянский центральный район был переименован в Ханьянский городской район (汉阳城区). 21 ноября 1950 года Ханьянский городской район был переименован в район № 6 города Ухань. В августе 1952 года район № 6 получил название «Ханьян».

## Административное деление
Район делится на 11 уличных комитетов.